# Tom Gullion

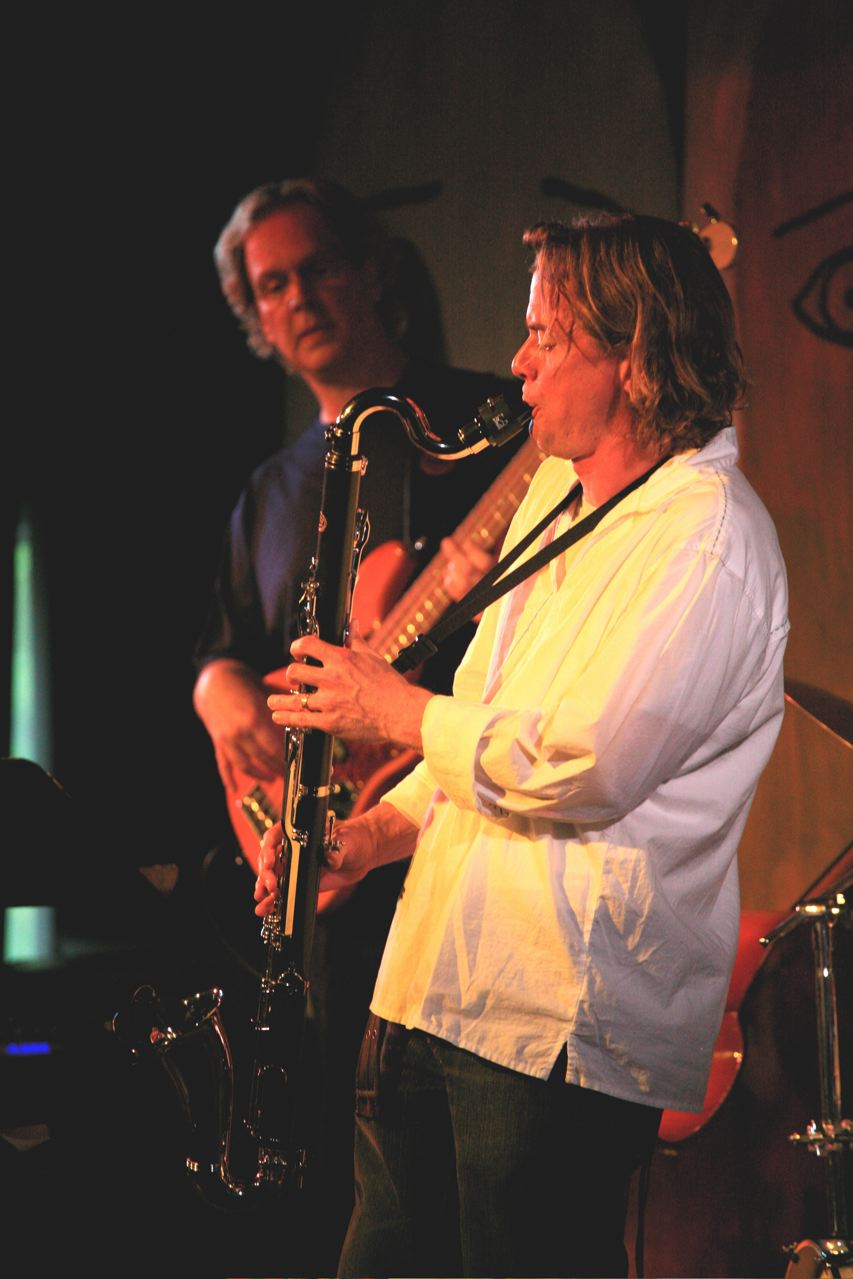
Tom Gullion (rechts) en Geoffrey Lowe in 2007

Tom Gullion (Clinton, 25 juli 1965) is een Amerikaanse jazz-saxofonist (tenorsaxofoon en sopraansaxofoon), klarinettist en fluitist.
Gullion studeerde aan Jacobs School of Music aan Indiana University en aan Northwestern University. Tijdens zijn studie speelde hij in het quintet van J.J. Johnson (naast onder meer Cedar Walton), later was hij in Spanje actief in de groep Clunia Jazz. Terug in Amerika nam hij verschillende cd's op, voor Naim Audio en Momentous Records. Ook begon hij een duo met de pianist William Neil. Gullion speelde mee op platen van onder meer Al Cobine, David N. Baker en Christie Knapp. 

## Discografie (selectie)
- Cat's Cradle, Naim Audio, 1999
- Greens and Blues, Naim Audio, 2003
- Catharsis, 2006
- Carswell, Momentous Records, 2009